# ألكسندر ويلكين
ألكسندر ويلكين (بالإنجليزية: Alexander Wilkin)‏ هو محامي أمريكي، ولد في 1 ديسمبر 1819، وتوفي في 14 يوليو 1864.